# NKK硬式野球部
NKK硬式野球部（エヌケイケイこうしきやきゅうぶ）は、かつて広島県福山市に本拠地を置き、日本野球連盟に加盟していた社会人野球の企業チームである。2002年に解散した。運営母体は、日本鋼管。

## 概要
1969年2月、日本鋼管の福山製鉄所で『日本鋼管福山野球部』として創部。創部当初は同好会的な存在であったが、1973年に川崎市に本拠地を置く日本鋼管野球部と同格の部に昇格となり、同年の都市対抗野球に初出場を果たした。
1974年に日本選手権に初出場すると準優勝となり、2回目の出場となった1980年の日本選手権では初優勝を勝ち取った。
1982年の都市対抗野球では準優勝となっている。
1987年、鉄鋼不況に影響から日本鋼管の厳しい合理化の一環として、同年シーズン限りで川崎市の日本鋼管野球部を当チームに統合することが決定。さらに、1988年からは母体の呼称社名であるNKKをとりチーム名称を『NKK硬式野球部』に改称した。
1991年、新チームとして始動してからは初となる都市対抗野球に出場する。1995年には、都市対抗野球で13年ぶりに決勝にまで駒を進めるが、日本石油に延長10回サヨナラ負けを喫し準優勝に終わった。
2001年、母体である日本鋼管（NKK）と川崎製鉄が合併しJFEスチールが発足すると発表された。これに伴い、各野球部は2003年からJFEスチールの製鉄所の集約方法に習い、JFE東日本硬式野球部（JFEスチール東日本製鉄所、千葉・京浜）とJFE西日本硬式野球部（JFEスチール西日本製鉄所、倉敷・福山）の2チームに集約されることになった。当チームは、倉敷市を本拠地としていた川崎製鉄水島硬式野球部と統合されJFE西日本として活動することとなり、2002年シーズン限りでの廃部が決まった。
2002年は都市対抗野球でベスト8に入りし、同年シーズンをもって活動を終了した。

## 沿革
- 1969年 - 日本鋼管の福山製鉄所で『日本鋼管福山』として創部。
- 1973年 - 都市対抗野球に初出場（1回戦敗退）。
- 1974年 - 日本選手権に初出場（第1回大会、準優勝）。
- 1980年 - 日本選手権で初優勝。
- 1982年 - 都市対抗野球で準優勝。
- 1988年 - 川崎市の日本鋼管を統合し、チーム名を『NKK』に改称。
- 1995年 - 都市対抗野球で準優勝。
- 2002年 - 活動終了。川崎製鉄水島と統合し『JFE西日本』となる。

## 主要大会の出場歴・最高成績
- 都市対抗野球大会 - 出場22回、準優勝2回（1982、1995年）
- 社会人野球日本選手権大会 - 出場13回、優勝1回（1980年）、準優勝1回（1974年）
- JABA岡山大会 - 優勝3回（1976、1977、1999年）
- JABA広島大会 - 優勝7回（1977、1979、1981、1982、1983、1987、1992年）

## 主な出身プロ野球選手
- 山根和夫（投手） - 1975年ドラフト2位で広島東洋カープから指名を受け、翌1976年シーズン終了後に入団
- 黒田真二（投手） - 退団後、リッカーを経て、1982年ドラフト外でヤクルトスワローズに入団
- 小川浩一（内野手） - 1987年ドラフト2位で日本ハムファイターズに入団
- 舩木聖士（投手） - 1995年ドラフト1位で阪神タイガースに入団
- 星野順治（投手） - 1997年ドラフト4位で福岡ダイエーホークスに入団
- 佐竹健太（投手） - 1999年ドラフト5位で広島東洋カープに入団
- 加藤竜人（投手） - 2000年ドラフト3位で日本ハムファイターズに入団
- 山田真裕（投手） - 2003年に「金真裕」の名前でKBOリーグ・LGツインズに入団
- 稲田直人（内野手） - チームの統合に伴いJFE西日本に移籍し、2003年ドラフト5位で北海道日本ハムファイターズに入団
- 田中敬人（投手） - チームの統合に伴いJFE西日本に移籍し、2004年ドラフト8位で広島東洋カープに入団